# Abele Parente
Abele Parente (Caselle in Pittari, 29 luglio 1851 – Napoli, 23 marzo 1923) è stato un ginecologo italiano.

## Biografia
Nacque a Caselle in Pittari, piccolo paese a sud della provincia di Salerno, il 29 luglio 1851 da umili genitori e, grazie all'aiuto economico di una nobile famiglia del luogo, poté continuare gli studi fino alla Laurea in Medicina e Chirurgia presso l'Università di Napoli. Emigrò il 27 maggio 1876 in Brasile ove svolse la sua professione di ginecologo con grande successo tanto da diventare il più famoso Specialista nella Rio de Janeiro di quel tempo, come scrive di Lui la scrittrice Carmen Dolores in un articolo del “Correio de Manha” del 16 maggio 1907. Delle sue capacità mediche, che oltrepassavano l'ambito specialistico per estendersi anche ad altre specializzazioni , scrissero diversi noti Clinici dell'Università di Rio, come i Professori Francisco de Castro, professore di clinica propedeutica, Fenicio De Abreu, Platao de Albuquerque ed altri. Accanito bibliofilo ed amante della Cultura lasciò alla sua morte in eredità alla Biblioteca Nazionale di Napoli tutti i suoi libri (2600 !) ove sono raccolti in una sezione che porta il suo nome. Fu ancor prima filantropo, fondatore e finanziatore di varie attività culturali, specie di quelle italiane, tanto che come scrive ancora a Rio de Janeiro "La Voce d'Italia" del 29 luglio 1913: “non v'è istituzione italiana di Rio che non l'abbia avuto fondatore, presidente o socio onorario”. Altrettanta generosità Egli mostrò verso le famiglie dei suoi concittadini che avevano perduto un loro caro al fronte nel primo conflitto bellico mondiale, donando cinque Lire a ciascun decorato con medaglia di argento o di bronzo. Dopo trentasei anni vissuti a Rio, nel 1912 Abele Parente ritornò in Europa, soggiornando “ oltre le Alpi, frequentando gli ospedali dell'Europa”. A Parigi, sempre secondo “La Voce d'Italia”, seguì con successo venti corsi di perfezionamento in varie discipline, conseguendo altrettanti “diplomi”. Abbandonata la professione medica, perché “colto da morbo ereditario”, come Egli stesso scrive, si stabilì definitivamente, “ sul sacro suolo della Patria “, a Napoli, in Via Vittorio Emanuele 167 nell'anno 1917. Lì morì il 23 marzo 1923 lasciando in eredità la sua notevole fortuna al Comune di Caselle in Pittari.

## Opere
Diversi sono i saggi da lui pubblicati. Ricordiamo La febbre gialla a bordo del Lombardia nella baia di Rio, del 1899, dove si criticano i metodi di cura usati nell'epidemia che era scoppiata tre anni prima a bordo della torpediniera italiana, causando circa 140 morti; La cura della febbre gialla in accordo con i più recenti progressi della fisio-patologia e della Clinica, del 1902, dove egli ritorna sull'argomento ribadendo le critiche precedentemente fatte e propone un nuovo metodo di terapia. La sua opera più significativa, però, è del 1915: I veri doveri del medico odierno. In questo saggio il nostro, nel proporre un nuovo atteggiamento dell'assistenza medica basata sulla prevenzione verso sé stessi, verso la prole e verso la società, espone l'originale metodo di "sterilizzazione senza castrazione" che gli era valso la grandissima fama. Tale originale tecnica, nel sottolineare "una esatta e minuziosa conoscenza dell'asepsi" per poter attuarla, consisteva nel provocare una riduzione del normale diametro longitudinale della cavità uterina con l'occlusione degli sbocchi tubarici; ciò veniva ottenuto iniettando "alcune gocce di una soluzione concentrata (non miscuglio) iodo-fenicata in guisa che l'azione resti limitata al terzo superiore della cavità uterina". L'operazione andava ripetuta più volte, controllando con l'isterometro, fino alla riduzione voluta. Altre tesi molto forti, sostenute dall'autore, sono un duro richiamo alla responsabilità che ogni uomo ha verso la conservazione della propria salute, sostenendo che l'uomo "si uccide, non muore", e una condanna dell'aborto, non ammesso in nessun caso, dichiarando un grandissimo rispetto alla figura femminile che non deve essere "una macchina da fare figli" o essere spinte a "unirsi in matrimonio ad un uomo che non ama".